# 国家研究资源中心

国家研究资源中心的logo

国家研究资源中心（英語：National Center for Research Resources，缩写NCRR）是美国國家衛生院下辖的一个研究中心。NCRR通过向实验室和研究人员提供资金，用于促进医学研究。1990年成立，2011年撤销，大部分人员改组为国家转化科学促进中心（NCATS）。